# 宥勝妨害性自主醜聞

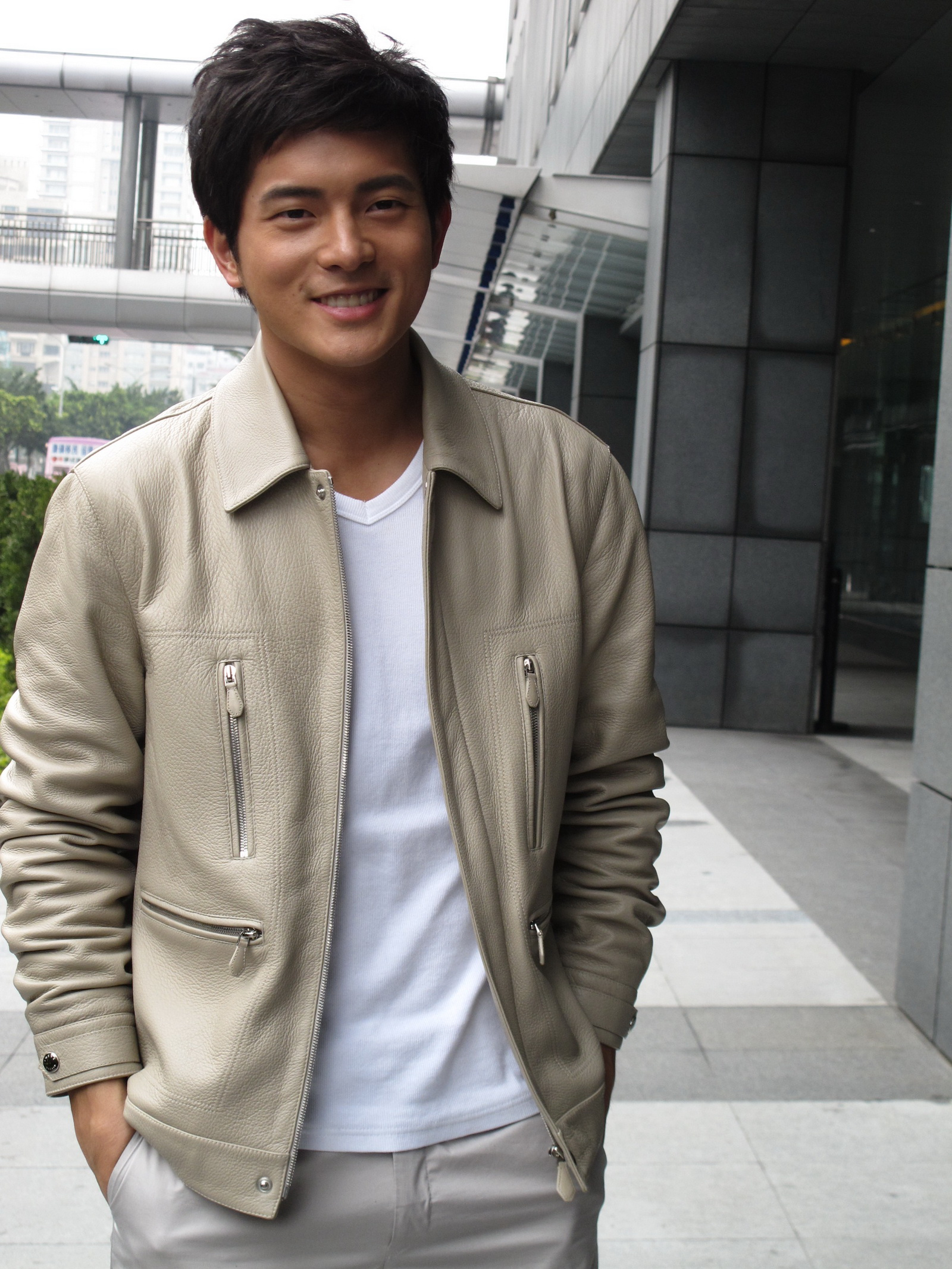
案件受指控人，宥勝（王宥勝）

宥勝妨害性自主醜聞指的是一宗發生於2023年臺灣＃MeToo運動的性騷擾及猥褻指控事件，涉及臺灣男藝人宥勝。

## 案情
2023年6月18日凌晨，兩名前經紀公司的女性員工於Facebook帳號發文，指控某男性已婚藝人多次在未經當事人同意下，對數名員工性騷擾。同日下午，宥勝於Facebook粉絲專頁發表道歉聲明。
同年10月23日宥勝於Facebook發文表示，參加超男訓練營的兩天一夜課程，體悟到「原始的男性力量」竟可以如此正面轉換，讓自己、家庭、社會都可以減少混亂，達到全面健康的生活平衡。「家庭完整和諧」這門學分，從4歲開始就不及格了，雖然不知道要多久才能及格，但會竭盡全力，讓這種痛苦混亂的人生，不再繼續下去。讓這種自幼就痛苦混亂的人生，不再傳給孩子，不再繼續下去。

### 司法調查
2023年11月8日臺灣臺北地方檢察署偵結該案，偵辦期間傳喚3名被害人到庭說明，3人均未提告。但檢察官認定宥勝對其中一名被害人跨坐揉胸舔耳屬非告訴乃論的犯罪，並依照強制猥褻罪將宥勝起訴。其他兩名被害人僅涉性騷擾，再加上未提告，檢察官予以簽結。
同年12月20日宥勝於Facebook表示，不禁懷疑，選擇坦白，堅持誠實，是不是錯了？就保持心中的信念吧！沒有做過的事，相信法官必定會還你清白。隔日再發文表示，誠實，負責，認錯，悔改是基本品格還是書本道德，很多事情他不願意說出來是為了尊重、保護跟信任，希望大家過好日子，但不代表，事情就是你想的那樣。

### 開庭審理
2024年1月9日在臺灣臺北地方法院首度開庭，並傳喚宥勝出庭。宥勝戴著黑色口罩前往臺北地方法院，並身穿白色長袖上衣、黑色長褲及白鞋。
起訴書指出，2016年底晚間，宥勝結束工作後載被害人返回新北市新店區住處，假藉借廁所進入家中，佯裝心情不佳向女子抱怨，並走向女子坐著的沙發，突以強行跨坐在被害人的大腿上強壓雙手，並解開內衣再撫摸胸部、強吻。檢察官表示，宥勝涉嫌徒手控制被害人雙手，並單手迅速解開女子內衣，用舌頭舔舐耳朵，並用手撫摸胸部；直到被害人持續反抗，宥勝才停止。
臺灣臺北地方法院於2024年3月26日開庭，宥勝改口認罪，但被害人委任律師表示宥勝疑似在開庭後透過中間人傳遞訴訟資料給被害人，有意圖串證之虞。經訊問後，參酌此案起訴書所載各項證據，法官認為宥勝犯罪嫌疑重大、且有勾串證人之虞，當庭依妨害性自主罪，裁定新台幣8萬元交保；但宥勝不得直接或間接與案件相關的2名被害人有接觸、聯繫等行為，如違背上述應遵守之事項，得依法羈押。
2024年5月24日，宥勝被臺北地院依強制猥褻罪判處8個月徒刑。判決書指出，宥勝於2024年2月間，透過共同友人以LINE聯繫被害人，還要求要與對方視訊對談，在對方無意接觸後，隔月宥勝再透過友人LINE致歉，並附上其律師提供的問答建議，並建議被害人「朝這個方向與法官溝通」。對此宥勝透過經紀人回應：「目前案件仍在司法程序進行中，我們會完全尊重司法的判決。再次感謝大家的關心。」

## 反應
2023年6月，臺灣電子鎖品牌AiLock，台中市政府主辦的第二屆台中市民野餐日，以及黑松FIN，皆並終止代言合約、更換代言人並撤除相關文宣。
宥勝曾參演臺灣科幻電視劇《Q18量子預言》，播出該劇的三立電視在2024年7月證實，已決定將宥勝的兩集戲分全數刪除，連帶劇中演員李杏的戲份受到調整。由於該劇在案件發生前就殺青，沒機會重拍，故直接刪除戲份。李杏坦言，雖然覺得可惜，但可以理解並尊重。
律師蘇文俊在11月9日認為，被害人有到庭卻均不願提告的狀況下，可能是有作證還原過程，也有可能完全不說，倘若是完全不願說明的狀況下，宥勝很可能是被判無罪。但從被害人已有到庭的狀況看來，應該是有還原過程的，自白加上證述基本上成立機會很大。由於被害人都沒有提告意願，該案很可能最後雙方會和解，緩刑收場。
據《鏡週刊》6月3日報導，附近鄰居表示自從宥勝性騷擾醜聞後，將住家周圍拉上了一整面帆布圍牆，高度大約1.8公尺。臺中市政府警察局清水分局表示，為避免其生活遭受打擾，宥勝搬到清水後，警方即在其住家設置巡邏箱，派員定時巡邏，不過，至2024月6月份並未曾接獲宥勝報案或投訴。臺中市政府都市發展局表示，宥勝承租土地是第四種住宅區，迷你屋當初也有申請建照，至於新增設的帆布圍籬不需要另外申請，無違法問題。對此宥勝經紀人回應：「我們現階段都不對外回應，謝謝關心。」